# Sylwester Kowalik
Sylwester Kowalik (ur. 9 grudnia 1931 w Radomyślu, zm. 23 marca 2016) – polski lekarz, profesor nauk medycznych, nauczyciel akademicki, rektor Pomorskiej Akademii Medycznej w Szczecinie (1984–1990)

## Życiorys
W 1953 uzyskał tytuł lekarza dentysty w Akademii Medycznej w Szczecinie, a w 1959 tytuł lekarza. Od 1953 pracował na macierzystej uczelni, w 1964 obronił pracę doktorską, habilitował się w 1972. Od 1970 kierował Kliniką Chirurgii Szczękowo-Twarzowej. W 1983 został profesorem nauk medycznych. W latach 1984–1990 był rektorem Pomorskiej Akademii Medycznej w Szczecinie.
29 marca 2016 został pochowany na cmentarzu w Radomyślu nad Sanem.

## Odznaczenia
- Odznaka Gryfa Pomorskiego
- Medal Komisji Edukacji Narodowej
- Złoty Krzyż Zasługi
- Krzyż Kawalerski Orderu Odrodzenia Polski[3]
- Krzyż Oficerski Orderu Odrodzenia Polski (1998)[5]